# Lijst van voetbalinterlands Armenië - Noorwegen
Deze lijst van voetbalinterlands is een overzicht van alle officiële voetbalwedstrijden tussen de nationale teams van Armenië en Noorwegen. De landen speelden tot op heden drie keer tegen elkaar. De eerste ontmoeting tussen beide landen was een kwalificatiewedstrijd voor het Wereldkampioenschap voetbal 2002 op 19 februari 2004 in Oslo. Het laatste duel, een vriendschappelijke wedstrijd, werd gespeeld in de Noorse hoofdstad op 29 maart 2022.

## Wedstrijden
| № | Plaats  | Datum            | Competitie           | Wedstrijd           | Uitslag |
| - | ------- | ---------------- | -------------------- | ------------------- | ------- |
| 1 | Oslo    | 2 september 2000 | WK 2002 kwalificatie | Noorwegen – Armenië | 0 – 0   |
| 2 | Jerevan | 6 oktober 2001   | WK 2002 kwalificatie | Armenië – Noorwegen | 1 – 4   |
| 3 | Oslo    | 29 maart 2022    | Vriendschappelijk    | Noorwegen − Armenië | 9 − 0   |

## Samenvatting
| Competitie        | Totaal gespeeld | Winst Armenië | Gelijk | Winst Noorwegen | Doelsaldo Armenië – Noorwegen |
| ----------------- | --------------- | ------------- | ------ | --------------- | ----------------------------- |
| WK-kwalificatie   | 2               | 0             | 1      | 1               | 1 − 4                         |
| Vriendschappelijk | 1               | 0             | 0      | 1               | 0 − 9                         |
| Totaal            | 3               | 0             | 1      | 2               | 1 − 13                        |

Wedstrijden bepaald door strafschoppen worden, in lijn met de FIFA, als een gelijkspel gerekend.

## Details

### Eerste ontmoeting
| WK 2002 kwalificatie (Oslo, Noorwegen, 2 september 2000): |              | |
| Noorwegen | 0 – 0        | Armenië |
| | goals        | |
| Nils Johan Semb | bondscoach   | Varuzhan Sukiasyan |
| Frode Olsen André Bergdølmo Erik Hoftun Henning Berg Vidar Riseth 49' Steffen Iversen Erik Mykland Øyvind Leonhardsen Tore André Flo 86' Ole Gunnar Solskjær Bent Skammelsrud 70' | opstellingen | Roman Berezovski Yervand Sukiasyan Sargis Hovsepyan Harutyun Vardanyan Romik Khachatryan Karen Dokhoyan Felix Khodzhoyan Artur Voskanyan 90+2'Artur Petrosyan 65' Armen Shahgeldyan 86' Andrei Movsesyan |
| Christer Basma 49' Roar Strand 70' Thorstein Helstad 86' | wissels      | 65' Hovhannes Demirchyan 86' Arman Karamyan 90+2' Artak Minasyan |
| Erik Hoftun 79' Erik Mykland 87' | gele kaarten | 5' Felix Khodzhoyan 11' Sargis Hovsepyan |
| - Debuut van Artak Minasyan (Araks FC) en Hovhannes Demirchyan (Shirak FC) voor Armenië.                                                                                          |              | |

### Tweede ontmoeting
| WK 2002 kwalificatie (Jerevan, Armenië, 6 oktober 2001): |       |                                                                     |
| Armenië                                                  | 1 – 4 | Noorwegen                                                           |
| Hayk Hakobyan 72'                                        | goals | 49' Bård Borgersen 70' John Carew 81' Bård Borgersen 90' John Carew |
| - Debuut van Bård Borgersen (Aalborg BK) voor Noorwegen. |       |                                                                     |